# Marija Jurić Zagorka
Marija Jurić (pronunciación en croata: /mǎrija jǔːritɕ/; 2 de marzo de 1873–30 de noviembre de 1957, conocida por su nombre artístico Zagorka (pronunciación en croata: /zǎːɡoːrka/), fue una periodista y escritora croata. Fue la primera periodista mujer de Croacia y una de las más populares del país.
Ninguna de sus novelas fue traducida al español o al inglés, pero se encuentran disponibles en alemán: The Witch of Gric (1995) y Malleus Maleficarum (1972).  El último título es el mismo que el del "libro de texto" publicado en 1488 sobre cómo encontrar a las brujas, aunque la novela de Zagorka es un cuento ficticio, no un manual de caza de brujas. De sus novelas, todas en croata, once se encuentran en la Biblioteca del Congreso de los Estados Unidos.
Murió en Zagreb a la edad de 84. Su obra recién comenzó a ser valorada a mediados del siglo XX por la crítica y experimentó una creciente popularidad en el siglo XXI en la sociedad croata, siendo objeto de múltiples homenajes.
Según una encuesta de 2005 realizada por Vjesnik, diario matutino de Zabrevb, Zagorka se encuentra segunda en la lista de escritores más populares de Croacia de todos los tiempos.